# 谷崎弘一
谷崎 弘一（たにざき こういち、1951年9月24日 - ）は、日本の俳優。北海道出身。身長156cm。体重58kg。誠オフィス所属、血液型はB型。
勝新太郎に師事し勝の作品にも多数出演した。近年、テレビ出演はほとんどなかったが2022年3月9日、NHKBSプレミアムで当時放送されていた『アナザーストーリーズ 運命の分岐点 天才激突!黒澤明VS勝新太郎』に勝の側近としてVTR出演した。

## 略歴
- 1968年 鎌倉学園高等学校卒業後、劇団あすなろ入団[3]。
- 1972年 勝新太郎に師事[3]。

## 出演

### テレビドラマ
- がんばれ!! ロボコン（1974年 - 1977年、NET・東映）- 第1話～第50話（1974～75年）に出演者クレジット有り。第37話では顔出し有り。
- 新・座頭市 第2シリーズ 第10話「冬の海」（1978年、フジテレビ・勝プロダクション） - 甚太
- 新・座頭市 第3シリーズ 第13話「鬼が笑う百両みやげ」（1979年、フジテレビ・勝プロダクション） - 仙太
- あいつと俺（1980年、東京12チャンネル・勝プロダクション） - 谷やん
- 警視-K（1980年、日本テレビ・勝プロダクション） 谷弘
- 暴れん坊将軍シリーズ（テレビ朝日 / 東映）
  - 吉宗評判記 暴れん坊将軍・暴れん坊将軍II（Iは1978年〜1982年、IIは1983年〜1987年、共にテレビ朝日・東映）- め組の若い衆 久
  - 暴れん坊将軍III 第114話「愛しのわらべよ、荒海が泣く!」（1990年） - 弥助
  - 暴れん坊将軍IV 第57話「恋いちど! にごりえの女」（1992年） 熊吉
- 影の軍団II 第5話「お歯黒の秘図」（1981年、関西テレビ・東映） - 孫市
- 松本清張の花氷（1982年、日本テレビ・松竹） - 原田保吉
- 裸の大将 第22話「清と赤い自転車」（1987年、KTV / 東阪企画）
- 眠狂四郎「恋しぐれ円月殺法!将軍家、若君乱心の謎を斬る! 」（1989年、テレビ朝日・東映） - 猫兵衛
- JINGI 仁義
  - 「仁義10 流血の代理戦争」（1996年）
- 御家人斬九郎 第3シリーズ 第2話「虎退治」（1997年、フジテレビ・映像京都） - 古物屋才助

### アニメ
- 最強武将伝 三国演義

### 舞台
- 勝新太郎公演
- 朝丘雪路公演
- 松平健公演
- 松井誠公演

### 演出
- 『その時ぼくたちはコインを空高く投げた』